# Lycosa eutypa
Lycosa eutypa är en spindelart som beskrevs av Chamberlin 1925. Lycosa eutypa ingår i släktet Lycosa och familjen vargspindlar.
Artens utbredningsområde är Panama. Inga underarter finns listade i Catalogue of Life.